# 969
969 (CMLXIX) je bilo navadno leto, ki se je po julijanskem koledarju začelo na petek.

## Dogodki
- 1. januar

## Rojstva
- Badi' al-Zaman al-Hamadani, arabski književnik († 1007)
- Judita ogrska, ogrska princesa († okoli 988)
- Olaf I., norveški kralj († 1000)
- Viljem V., akvitanski vojvoda († 1030)

## Smrti
- 10./11. maj - Nikefor II. Fokas, cesar Bizantinskega cesarstva (*  okoli 912)